# Freek Mestrini
Freek Mestrini (Heerlen, 12 september 1946) is een Nederlands componist, muziekpedagoog, dirigent, arrangeur, trompettist en muziekuitgever. Voor bepaalde werken gebruikt hij het pseudoniem: Marco Fremes.

## Levensloop
Mestrini studeerde muziek met als hoofdvak trompet in Kerkrade en in Antwerpen. Vervolgens was hij van 1964 tot 1973 trompettist in de Marinierskapel der Koninklijke Marine in Rotterdam. Vanaf 1973 speelde hij 1e flügelhorn in de blaskapel Original Egerländer Musikanten onder leiding van Ernst Mosch en werkte er ruim 20 jaar mee. In deze periode begon hij
eerst als arrangeur en later als componist te werken. In 1994 richtte hij de eigen muziekuitgeverij "Wertach" in Kaufbeuren, nu in Kaltental op. Naast zijn eigen composities worden ook werken van andere componisten publiceert. Eveneens opende hij een muziekwinkel in Kaufbeuren.
Van 2001 tot 2006 was hij dirigent van de blaaskapel Egerländer Blasmusik Neusiedl am See. Hij werkt verder als docent voor trompet en bugel in nationale en internationale workshops en cursussen.
Als componist schrijft hij vooral werken voor harmonieorkest en blaaskapel.

## Composities

### Werken voor harmonieorkest
- Bernhard spielt auf, voor bariton solo en harmonieorkest
- Böhmische Gemütlichkeit, wals
- Böhmische Serenade, polka
- Böhmischer Diamant, polka
- Classic in Concert, selectie
- Daheim in Böhmen, polka
- Darinka-Polka
- Das ist uns’re Polka
- Der Notenmeister, polka
- Dösinger Patrioten Marsch
- Egerländer Parademarsch
- Evergreens for Ever, selectie
- Flott von der Hand, polka
- Goldene Flügelhörner, voor bugel solo en harmonieorkest
- Heimatgedanken, selectie
- Heimatglocken, wals
- In aller Freundschaft, polka
- Jasmin, beguine
- Kronenburger Polka
- Limburgs Glorie - Polka
- Mährische Serenade, polka
- Mährisches Gold, polka
- Marktfest Polka
- Moravia Polka
- Selina, beguine
- Sempre Avanti, mars
- Silvaplana, mars
- So klingt's in Böhmen, polka
- Träumende Wälder, wals
- Trommelfeuer, voor slagwerk solo en harmonieorkest
- Vivat Bohemia, polka
- Zwei böhmische Lausbuben, voor 2 bugels solo en harmonieorkest